# Лінкольн (округ, Монтана)
Шаблон:StateAbbr_ 48°32′ пн. ш. 115°25′ зх. д. / 48.54° пн. ш. 115.41° зх. д.
Округ  Лінкольн (англ. Lincoln County) — округ (графство) у штаті  Монтана, США. Ідентифікатор округу 30053.

## Історія
Округ утворений 1909 року.

## Демографія
За даними перепису 
2000 року 
загальне населення округу становило 18837 осіб, зокрема міського населення було 4248, а сільського — 14589.
Серед мешканців округу чоловіків було 9542, а жінок — 9295. В окрузі було 7764 домогосподарства, 5335 родин, які мешкали в 9319 будинках.
Середній розмір родини становив 2,9.
Віковий розподіл населення поданий у таблиці:
| Стать    | До 15 років | 15-21 | 22-29 | 30-39 | 40-49 | 50-65 | 65-85 | Понад 85 |
| -------- | ----------- | ----- | ----- | ----- | ----- | ----- | ----- | -------- |
| Чоловіки | 1972        | 882   | 521   | 1085  | 1686  | 1998  | 1322  | 76       |
| Жінки    | 1774        | 822   | 557   | 1170  | 1623  | 1888  | 1289  | 172      |

## Суміжні округи
- Іст-Кутеней, Британська Колумбія — північ
- Флетгед — схід
- Сендерс — південь
- Боннер, Айдахо — південний захід
- Баундері, Айдахо — північний захід
- Сентрал-Кутеней, Британська Колумбія — північний захід

## Виноски
1. ↑  US Decennial Census. US Census Bureau. Архів оригіналу за 19 липня 2018. Процитовано 28 листопада 2014.
2. ↑  Historical Census Browser. University of Virginia Library. Архів оригіналу за 11 серпня 2012. Процитовано 28 листопада 2014.
3. ↑  Population of Counties by Decennial Census: 1900 to 1990. US Census Bureau. Архів оригіналу за 22 вересня 2018. Процитовано 28 листопада 2014.
4. ↑  Census 2000 PHC-T-4. Ranking Tables for Counties: 1990 and 2000 (PDF). US Census Bureau. Архів оригіналу (PDF) за 18 грудня 2014. Процитовано 28 листопада 2014.
5. ↑  State & County QuickFacts. US Census Bureau. Архів оригіналу за 13 липня 2011. Процитовано 15 вересня 2013.(англ.) Наведено за англійською вікіпедією.
6. ↑  American FactFinder. Бюро перепису населення США. Архів оригіналу за 26 лютого 2012. Процитовано 31 січня 2008.

| США | Це незавершена стаття з географії США. Ви можете допомогти проєкту, виправивши або дописавши її. |